# Ясмані Луго
Ясмані Даеіель Луго Кабрера (ісп. Yasmani Daniel Lugo Cabrera; нар. 24 січня 1990, Пінар-дель-Ріо, провінція Пінар-дель-Ріо) — кубинський борець греко-римського стилю, шестиразовий чемпіон та дворазовий срібний призер Панамериканських чемпіонатів, чемпіон Панамериканських ігор, дворазовий чемпіон та бронзовий призер Центральноамериканських і Карибських ігор, срібний призер Олімпійських ігор.

## Біографія

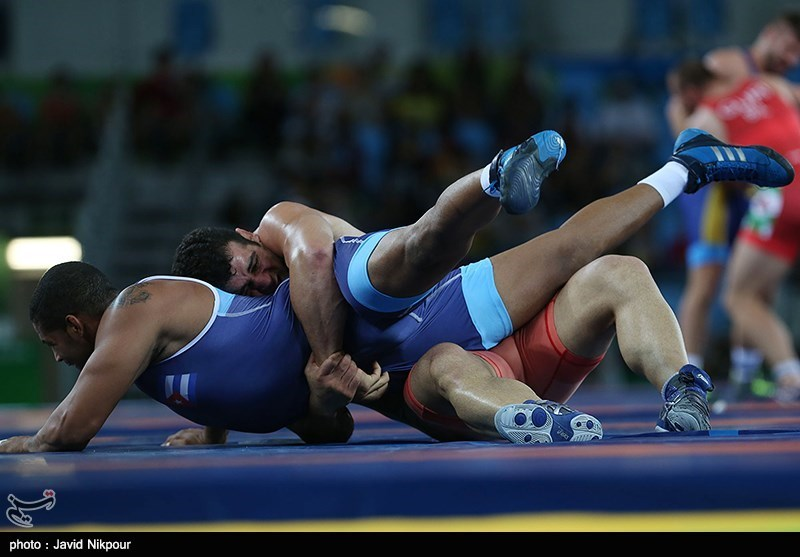
Ясмані Луго захищається проти Гасема Резаеї у півфіналі літніх Олімпійських ігор 2016 року в Ріо-де-Жанейро.

Боротьбою почав займатися з 1999 року. У тому ж році став чемпіоном провінції у своїй віковій групі. Був чемпіоном світу 2009 року серед юніорів.
Виступає за борцівський клуб «Cerro Pelado» з Гавани.
Закінчив Університет фізичної культури та спорту Мануеля Фахардо в Гавані.

## Спортивні результати на міжнародних змаганнях

### Виступи на Олімпіадах
| Змагання                    | Збірна | Вагова категорія                 | Місце  |
| --------------------------- | ------ | -------------------------------- | ------ |
| Літні Олімпійські ігри 2016 | Куба   | греко-римська боротьба, до 98 кг | Срібло |

### Виступи на Чемпіонатах світу
| Змагання                        | Збірна | Вагова категорія                 | Місце |
| ------------------------------- | ------ | -------------------------------- | ----- |
| Чемпіонат світу з боротьби 2009 | Куба   | греко-римська боротьба, до 96 кг | 30    |
| Чемпіонат світу з боротьби 2013 | Куба   | греко-римська боротьба, до 96 кг | 32    |
| Чемпіонат світу з боротьби 2015 | Куба   | греко-римська боротьба, до 98 кг | 19    |

### Виступи на Панамериканських чемпіонатах
| Змагання                                   | Збірна | Вагова категорія                 | Місце  |
| ------------------------------------------ | ------ | -------------------------------- | ------ |
| Панамериканський чемпіонат з боротьби 2009 | Куба   | греко-римська боротьба, до 96 кг | Золото |
| Панамериканський чемпіонат з боротьби 2010 | Куба   | греко-римська боротьба, до 96 кг | Срібло |
| Панамериканський чемпіонат з боротьби 2011 | Куба   | греко-римська боротьба, до 96 кг | Срібло |
| Панамериканський чемпіонат з боротьби 2012 | Куба   | греко-римська боротьба, до 96 кг | Золото |
| Панамериканський чемпіонат з боротьби 2013 | Куба   | греко-римська боротьба, до 96 кг | Золото |
| Панамериканський чемпіонат з боротьби 2014 | Куба   | греко-римська боротьба, до 98 кг | Золото |
| Панамериканський чемпіонат з боротьби 2016 | Куба   | греко-римська боротьба, до 98 кг | Золото |
| Панамериканський чемпіонат з боротьби 2017 | Куба   | греко-римська боротьба, до 98 кг | Золото |

### Виступи на Панамериканських іграх
| Змагання                  | Збірна | Вагова категорія                 | Місце  |
| ------------------------- | ------ | -------------------------------- | ------ |
| Панамериканські ігри 2015 | Куба   | греко-римська боротьба, до 98 кг | Золото |

### Виступи на Центральноамериканських і Карибських іграх
| Змагання                                                | Збірна | Вагова категорія                 | Місце  |
| ------------------------------------------------------- | ------ | -------------------------------- | ------ |
| Центральноамериканські і Карибські ігри 2014 (Сан-Хуан) | Куба   | греко-римська боротьба, до 98 кг | Золото |
| Центральноамериканські і Карибські ігри 2014 (Веракрус) | Куба   | греко-римська боротьба, до 98 кг | Золото |
| Центральноамериканські і Карибські ігри 2018            | Куба   | греко-римська боротьба, до 97 кг | Бронза |

### Виступи на Кубках світу
| Змагання                    | Збірна | Вагова категорія                 | Місце |
| --------------------------- | ------ | -------------------------------- | ----- |
| Кубок світу з боротьби 2009 | Куба   | греко-римська боротьба, до 96 кг | 4     |
| Кубок світу з боротьби 2010 | Куба   | греко-римська боротьба, до 96 кг | 7     |

### Виступи на інших змаганнях
| Змагання                                                     | Збірна | Вагова категорія                  | Місце  |
| ------------------------------------------------------------ | ------ | --------------------------------- | ------ |
| Кубок Гранми з боротьби 2012                                 | Куба   | греко-римська боротьба, до 96 кг  | Золото |
| Cerro Pelado International 2013                              | Куба   | греко-римська боротьба, до 96 кг  | Золото |
| Кубок Гранми з боротьби 2014                                 | Куба   | греко-римська боротьба, до 98 кг  | Золото |
| Кубок Гранми з боротьби 2015                                 | Куба   | греко-римська боротьба, до 98 кг  | Золото |
| Олімпійський кваліфікаційний турнір з боротьби 2016 (Фріско) | Куба   | греко-римська боротьба, до 98 кг  | Золото |
| Кубок Гранми з боротьби 2016                                 | Куба   | греко-римська боротьба, до 130 кг | Бронза |
| Кубок Владислава Пітласинські 2016                           | Куба   | греко-римська боротьба, до 98 кг  | Срібло |
| Гран-прі Іспанії з боротьби 2016                             | Куба   | греко-римська боротьба, до 98 кг  | Срібло |
| Турнір Івана Піддубного 2018                                 | Куба   | греко-римська боротьба, до 130 кг | 9      |
| Cerro Pelado International 2018                              | Куба   | греко-римська боротьба, до 130 кг | Золото |

### Виступи на змаганнях молодших вікових груп
| Змагання                                      | Збірна | Вагова категорія                 | Місце  |
| --------------------------------------------- | ------ | -------------------------------- | ------ |
| Чемпіонат світу з боротьби серед юніорів 2009 | Куба   | греко-римська боротьба, до 96 кг | Золото |